# La Métropole
La Métropole est un journal francophone belge, plus précisément anversois, auquel a collaboré notamment Norbert Wallez. 
Il est fondé le 27 juin 1894 par des notables anversois et disparaît le 30 juin 1974.
Il était de tendance conservatrice, et défendait ardemment la cause des francophones de Flandre. 85% des lecteurs de La Métropole appartenaient aux hautes couches de la bourgeoisie.